# Emilio García (artista español)

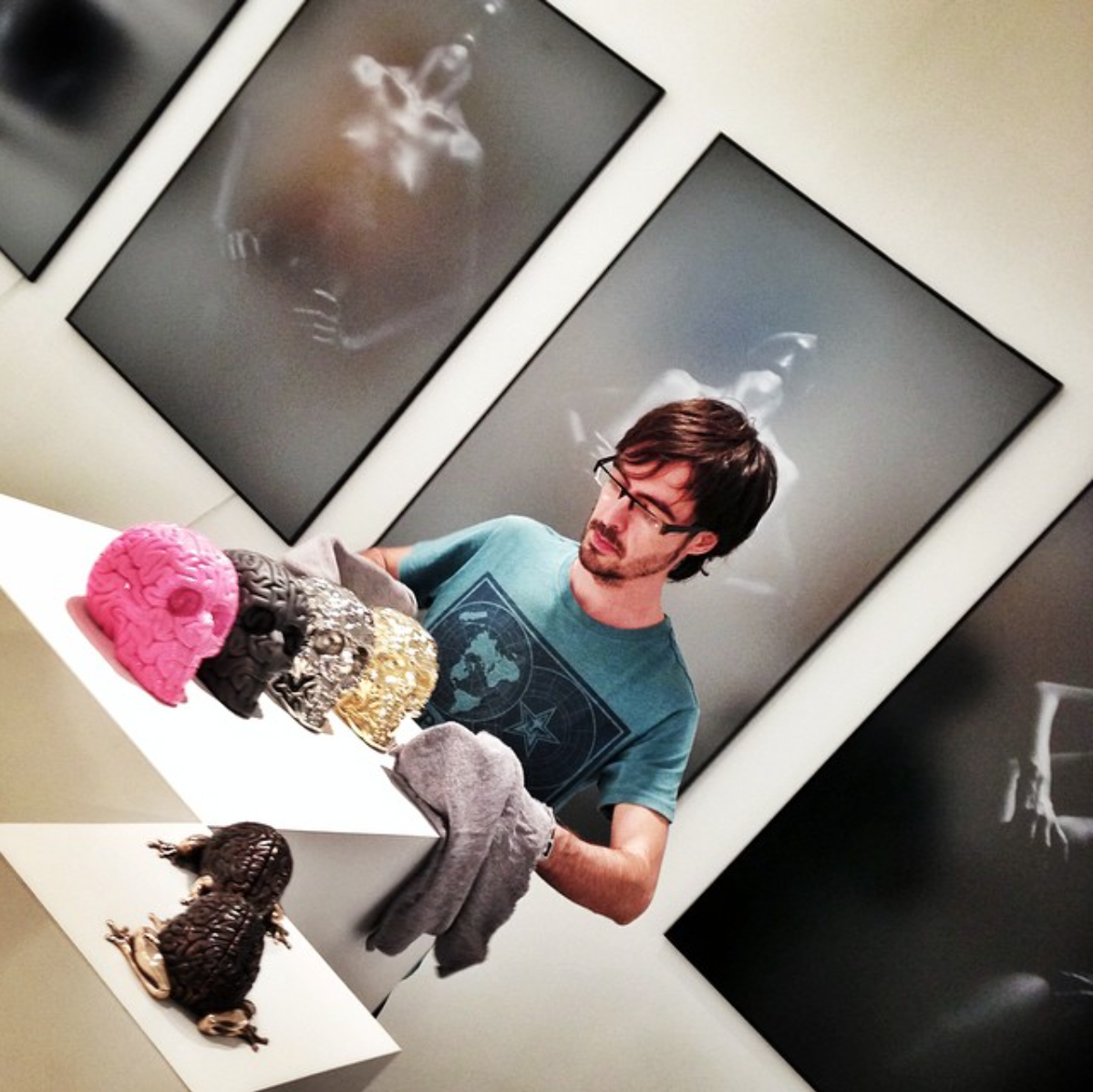
Emilio Garcia en CONTEXT Art Miami 2012.

Emilio García (nacido el 22 de enero de 1981 en Tarragona) es un artista español y emprendedor, que creció entre  El Vendrell y Barcelona.  Alcanzó su popularidad en el año 2008 tras la creación de su obra "Jumping Brain”.

## Biografía
Emilio García, conocido por sus esculturas cerebrales nació en enero de 1981 en Tarragona, España. Fascinado por el desarrollo cognitivo y la cultura pop, Emilio García explora la peculiaridad y neuroplasticidad del cerebro humano transformándolo en nuevos iconos del arte contemporáneo. Se graduó en diseño gráfico en la Escola d'Art i Disseny de Tarragona, combinando los estudios y el trabajo en diferentes estudios de animación tradicional de Barcelona como artista de layout e ilustrador....
Desde 1999 trabajó como director de arte freelance para compañías internacionales como Berlitz Corporation, Hitachi, Diesel, Inditex, Metro, Vans o The North Face especializados en diseño de interfaces de usuario y contenido interactivo. Su trabajo se publicó en varios "Web Design Index" de Pepin Press & Agile Rabbit (2002–08) y "Taschen's 1000 Favorite Websites" (2003) entre otros.
Preocupado por la digitalización de nuestra sociedad, vio su cultura alejarse de lo tangible. Reaccionó en 2008 dejando su carrera como director artístico para crear obras físicas. Fascinado por las posibilidades creativas del plastic, empezó una nueva etapa como escultor y diseñador de objetos de deseo bajo su propia marca The Secret Lapo Laboratories (también conocida como Lapolab.).

## Obra
Su primer proyecto independiente fue el ahora famoso "Jumping Brain", una combinación de cerebro y rana, inspirado por las “historias peculiares sobre las ideas que tuvo la gente para saltar el muro de Berlin” como declara en diferentes entrevistas. 
Las primeras esculturas fueron hechas a mano por el mismo en ediciones limitadas, y recibió el premio Plastic and Plush Toy Awards en la categoría de Escultura del Año en 2008. A principios de 2009 se asoció con la compañía de juguetes de diseño Toy2R para producir sus creaciones. Una idea simple, con su diseño limpio, detallado y con esencia peculiar le posicionó en el nivel superior de los coleccionistas más selectos, agotándose extremadamente rápido. Las versiones a gran escala y bronce del  "Jumping Brain" fueron vendidas en "SCOPE Art Show 2011", "Swab Barcelona Contemporary Art Fair 2012"  y fue la imagen de "MIA Art Fair 2012".
Debido a su crecimiento artístico y su éxito, Emilio continuó explorando la neuroplasticidad del cerebro humano y presentó "Skull Brain" en "CONTEXT Art Miami 2012",  y su versión a gran escala en "Pulse Miami 2013" entre otras, siendo premiado como mejor artista catalán del año por la fundación Lluís Coromina. Entonces empezó a involucrarse en todo tipo de merchandising neuro-urbano, desde juguetes de diseño hasta tablas de skate, ropa, tazas, pósteres, etc… colaborando con marcas como Disney o Chanel y artistas como Paul Frank o Mark Ryden. Su trabajo ha ganado presencia en diferentes museos alrededor del mundo como "Musée des Beaux Arts" en Quebec o el "International Museum of Surgical Science" of Chicago. Actualmente continua creando más esculturas y pinturas de cerebros peculiares como por ejemplo el reciente "Sponge Brain"  y "Brain Heart", lo último para "Art Fair Tokyo 2016" y "Swab Barcelona Contemporary Art Fair 2016".

## Publicaciones
El trabajo de Emilio García ha sido publicado en muchos magazines de arte, diseño y cultura como Clutter, Neo2 o Juxtapoz, catálogos de exposiciones, y ha contribuido en diferentes libros como "We are Indie Toys" de HarperCollins ISBN 9780062293435, "Resin Toys" de Lemo Editorial ISBN 8494115421 o "Skullture: Skulls in Contemporary Visual Culture" by Gingko Press ISBN 1584236132
También ha participado en el documental “Un Designer Toy Artesanal" por Jose .M Cuñat y Victor M. Mezquida en 2014. En el le vemos hablando de su vida, inspiraciones y su proceso creativo.

## Exposiciones destacadas
- "Block Mickey" by Disney. Times Square, Hong Kong, 2009
- "Swab Barcelona Contemporary Art Fair", Iguapop Gallery booth. Barcelona, Spain, 2010
- "Street Anatomy", International Museum of Surgical Science. Chicago, USA, 2010
- "Conjoined in 3D", Copro Gallery. Santa Monica, USA, 2011
- "Art@HBM", Musée des Beaux Arts. Quebec, Canadá, 2011
- "Brain Evolution", Toy Art Gallery. L.A., USA, 2011
- "SCOPE Art Show", Black Square Gallery booth. Miami, USA, 2011
- "Miami International Art Fair" (MIA), Black Square Gallery booth. Miami, USA, 2012
- "Jumping Brain" Workshop and Lecture, Drexel University. Philladelphia, USA, 2012
- "Emilio Garcia's OTIVM", Artoyz Gallery. Paris, France, 2012
- "Toy'z Swab", Sotheby's Benefical Auction. Barcelona, Spain, 2012
- "CONTEXT Art Miami", Black Square Gallery booth. Miami, USA, 2012
- "At home I'm a tourist" - Selim Varol Collection, CAC Málaga, Spain, 2013
- "Face Off", International Museum of Surgical Science. Chicago, USA, 2013
- "PULSE Miami", Black Square Gallery booth. Miami, USA, 2013
- "HOCA Foundation Beneficial Auction", Paddle8, Hong Kong, 2015
- "Art Fair Tokyo". JPS Gallery booth. Tokyo, Japan, 2016
- "Brain Being" solo show. JPS Gallery. Hong Kong, 2017

## Artículos
- Baselga, Jose M. "Salto con cerebro en El Vendrell", Diari de Tarragona, pag 64, May 2009.
- Nardon, Florian. “Emilio Garcia”, “Be Street Magazine”, pag 102-103, September 2009.
- Cogotudo, Santi. “Jumping Brain, cerebros de edición limitada", Suplement Cultura Tendències, IV/244, pag 4, El Mundo (España), 11 de febrero de 2010.
- Baselga, Jose M. "El poder de la mente", Economía y Negocios, 855, pag 1&7, Diari de Tarragona, 7 de marzo de 2010.
- San Jose, Paloma. "Los cerebros de diseño de Emilio Garcia", Expansión, pag 5, 19 de mayo de 2010.
- Carney, Rob. “Comercial Characters: The Jumping Brain comes to life”, ‘’Computer Art Projects’’, pag 89, August 2010.
- Baselga, Jose M. "El ‘cerebro’ del Vendrell, una estrella en Hollywood",  Diari de Tarragona, pag 17, 28 de agosto de 2011.
- Jáquez, Andrés, “EMILIO”, “Medina Magazine”, Cover & pag 67 to 93, July 2012.
- Bou, Louis & Minguet, Josep Maria, "Swab Toy'z by Fls", Monsa ISBN 8415223668, pag 66,67 & 180,181, October 2012.
- Varesi, Annalisa. “Emilio Garcia", “Wait! Magazine”, pag 20 to 26, March 2013.
- Bou, Louis. “We Are Indie Toys”, HarperCollins, ISBN 0062293435,  pag 200 to 207, February 2014.
- Abio, Javier & Romero, Manu, "UI Designer", Neo2 Magazine, 130, pag 47, February 2014
- Cuñat, Jose M. & Mesquita, Victor M. "An Artisian Designer Toy" Documentary, Syntetyk, July 2014.
- Curtis, Nick, “The Thinking Man”, “Clutter Magazine”, pag 48 to 53, Fall 2014.
- Sesé, Teresa. "Una volta al món en 65 stands. Els insectes es vestixen de Chanel", La Vanguardia, pag 43, 2 de octubre de 2015.
- Bendando, Luca & Dizman, Paz. “Skullture: Skulls in Contemporary Visual Culture”, pag 106&107 Gingko Press ISBN 1584236132, November 2015.
- Tània Sarrias. Punts de vista “El diseñador de Art Toys Catalan mas internacional”, RTVE , February 2022.